# سفروتز
سفروتز (به ایتالیایی: Sfruz) یک کومونه در ایتالیا است که در ترنتینو واقع شده‌است. سفروتز ۱۱٫۷ کیلومتر مربع مساحت و ۳۲۰ نفر جمعیت دارد.